# Domenico Amoroso
Domenico Amoroso SDB (* 24. Oktober 1927 in Messina; † 18. August 1997 in Trapani) war ein italienischer Ordensgeistlicher und römisch-katholischer Bischof von Trapani.

## Leben
Am 19. November 1944 legte er die Profess als Salesianer Don Boscos ab. Am 29. Juni 1954 empfing er durch Koadjutorbischof Guido Tonetti in der Kathedrale von Messina die Priesterweihe. Nachdem er die restlichen theologischen Studien an der Päpstlichen Universität der Salesianer abgelegt hatte, promovierte er an der Päpstlichen Universität Gregoriana in Kirchengeschichte und spezialisierte sich an der Päpstlichen Lateranuniversität in Sakramententheologie.
Von 1963 bis 1986 lehrte er an der Theologischen Fakultät „San Tommaso“ von Messina. 
Am 2. September 1981 ernannte ihn Papst Johannes Paul II. zum Titularbischof von Uthina und zum Weihbischof in Messina. Am 24. Oktober 1981 erhielt er durch Kardinal Salvatore Pappalardo in der Kathedrale von Messina die Bischofsweihe.
Er war Präsident der Bischöflichen Kommission für Liturgie der Italienischen Bischofskonferenz.
Am 8. September 1988 wurde er Bischof von Trapani. Dieses Amt übte er bis zu seinem Tod im August 1997 aus.
Sein Wahlspruch war In amore Domini pax („In der Liebe Gottes [ist] Friede“).